# Liste der Gebietsänderungen in Sachsen 2003
Die Liste der Gebietsänderungen in Sachsen 2003 enthält Änderungen an Gemeindegebieten des Freistaats Sachsen in der Zeit vom 1. Januar 2003 bis zum 31. Dezember 2003. Dazu zählen unter anderem Zusammenschlüsse und Trennungen von Gemeinden, Eingliederungen von Gemeinden in eine andere, Änderungen des Gemeindenamens und Umgliederungen von Teilen einer Gemeinde in eine andere.

In Sachsen kam es im Jahr 2003 zu 17 Gemeindegebietsänderungen, davon neun Eingliederungen, vier Umgliederungen, drei Namensänderungen sowie ein Zusammenschluss von Gemeinden. In 16 der 17 Fälle besteht die Gemeinde nach Änderung noch, die anderen wurden durch spätere Gebietsänderungen aufgelöst. Eine Besonderheit stellt die Eingliederung der Stadt Siebenlehn in die Gemeinde Großschirma dar. Großschirma erhielt dadurch das Stadtrecht von Siebenlehn.

## Legende
- Datum: juristisches Wirkungsdatum der Gebietsänderung
- Gemeinde vor der Änderung: Gemeinde vor der Gebietsänderung
- Gebietsänderung: Art der Gebietsänderung
- Gemeinde nach der Änderung: Gemeinde nach der Gebietsänderung
- Landkreis: Landkreis der Gemeinde nach der Gebietsänderung
- OT: Ortsteil

Die Sortierung erfolgt chronologisch: Datum, kreisfreie Städte, Landkreise, aufnehmende oder neu gebildete Gemeinde. Heute noch bestehende Gemeinden sind farbig unterlegt.

## Liste der Gebietsänderungen
| Datum      | Gemeinde vor Änderung | Gebietsänderung    | Gemeinde nach Änderung  | Landkreis                 |
| ---------- | --- | ------------------ | ----------------------- | ------------------------- |
| 01.01.2003 | Rebesgrün mit Reumtengrün, Richardshöhe | Eingliederung nach | Auerbach/Vogtl.         | Vogtlandkreis             |
| 01.01.2003 | Hirtstein mit Kühnhaide, Reitzenhain, Rübenau, Satzung | Eingliederung nach | Marienberg              | Mittlerer Erzgebirgskreis |
| 01.01.2003 | Langensteinbach mit Langenleuba-Oberhain, Niedersteinbach, Wernsdorf, Obergräfenhain | Eingliederung nach | Penig                   | Mittweida                 |
| 01.01.2003 | Breitenbrunn/Erzgeb. 0,52 Hektar | Umgliederung nach  | Schwarzenberg/Erzgeb.   | Aue-Schwarzenberg         |
| 01.01.2003 | Heynitz mit Göltzscha, Ilkendorf, Katzenberg, Kottewitz, Mahlitzsch, Radewitz, Wendischbora, Wuhsen, Wunschwitz | Eingliederung nach | Nossen                  | Meißen                    |
| 01.01.2003 | Diesbar-Seußlitz mit Goltzscha, Leckwitz, Merschwitz, Naundörfchen, Neuseußlitz | Eingliederung nach | Nünchritz               | Riesa-Großenhain          |
| 01.01.2003 | Riesa 226,38 Hektar | Umgliederung nach  | Stauchitz               | Riesa-Großenhain          |
| 01.01.2003 | Stauchitz 282,73 Hektar | Umgliederung nach  | Riesa                   | Riesa-Großenhain          |
| 01.01.2003 | Waltersdorf mit Herrenwalde, Saalendorf | Eingliederung nach | Großschönau             | Löbau-Zittau              |
| 01.01.2003 | Kittlitz mit Alt-Cunnewitz, Bellwitz, Carlsbrunn, Georgewitz, Glossen, Kleinradmeritz, Krappe, Lauta, Lautitz, Mauschwitz, Neu-Cunnewitz, Neukittlitz, Oppeln, Wohla                                                                                   | Eingliederung nach | Löbau                   | Löbau-Zittau              |
| 01.01.2003 | Malter mit Paulsdorf, Seifersdorf | Eingliederung nach | Dippoldiswalde          | Weißeritzkreis            |
| 15.01.2003 | Reinsberg 9,72 Hektar | Umgliederung nach  | Wilsdruff               | Weißeritzkreis            |
| 15.01.2003 | Pobershau 0,08 Hektar | Umgliederung nach  | Marienberg              | Mittlerer Erzgebirgskreis |
| 04.04.2003 | Reichenbach/Vogtl. | Namensänderung zu  | Reichenbach im Vogtland | Vogtlandkreis             |
| 01.09.2003 | Siebenlehn mit Obergruna | Eingliederung nach | Großschirma             | Freiberg                  |
| 01.09.2003 | Großschirma | Namensänderung zu  | Großschirma (Stadt)     | Freiberg                  |
| 01.11.2003 | Taubenheim mit Kettewitz, Kobitzsch, Piskowitz, Seeligstadt, Sönitz, Ullendorf, Weitzschen, Triebischtal mit Burkhardswalde, Garsebach, Groitzsch, Miltitz, Munzig, Robschütz, Roitzschen, Schmiedewalde, Semmelsberg, Perne, Rothschönberg, Tanneberg | Zusammenschluss zu | Triebischtal            | Meißen                    |
| 06.11.2003 | Dorfchemnitz b. Sayda | Namensänderung zu  | Dorfchemnitz            | Freiberg                  |

## Quelle
- Statistisches Landesamt Sachsen: Gebietsänderungen ab 1. Januar 2000 bis 31. Dezember 2009 (XLSX-Datei; 40 kB)